# Mária Rohonczi
Mária Rohonczi, coniugata Kamarásné (Budapest, 17 novembre 1923 – 11 luglio 1995), è stata una cestista, velocista e giavellottista ungherese.

## Carriera
Con l'Ungheria ha disputato i Campionati europei del 1952, vincendo la medaglia di bronzo, e quelli del 1958.